# Dasybranchus glabrus
Dasybranchus glabrus är en ringmaskart som beskrevs av Moore 1909. Dasybranchus glabrus ingår i släktet Dasybranchus och familjen Capitellidae. Inga underarter finns listade i Catalogue of Life.